# Narodowy rezerwat przyrody Razula
Narodowy rezerwat przyrody Razula (cz. Národní přírodní rezervace Razula) – narodowy rezerwat przyrody na terenie Czech, w kraju zlińskim, w pobliżu miejscowości Velké Karlovice w powiecie Vsetín. Obejmuje wylot doliny potoku Malá Hanzlůvka z północnymi stokami góry Lemešné (773 m n.p.m.) w południowo-zachodniej części pasma Jaworników, na wysokości od 660 do 812 m n.p.m. Zajmuje 23,52 ha powierzchni w granicach CHKO Beskidy. Został utworzony 31 grudnia 1933.
Przedmiotem ochrony jest jodłowo-bukowy las o charakterze zbliżonym do pierwotnego, z domieszką świerku i jaworu.